# Challenger de Heilbronn 2012
El torneo Intersport Heilbronn Open 2012 fue un torneo profesional de tenis. Perteneció al ATP Challenger Series 2012. Se disputó su 25ª edición sobre superficie dura, en Heilbronn, Alemania entre el 23 y el 29 de enero de 2012.

## Campeones

### Individual Masculino
- Björn Phau derrotó en la final a  Ruben Bemelmans, 6–7(4–7), 6–3, 6–4

### Dobles Masculino
- Johan Brunström /  Frederik Nielsen derrotaron en la final a  Treat Conrad Huey /  Dominic Inglot, 6–3, 3–6, [10–6]